# Tom Bower (Schauspieler)
Tom Bower (* 3. Januar 1938 in Denver; † 30. Mai 2024 in Los Angeles) war ein US-amerikanischer Schauspieler und Produzent, der vor allem durch seine vielen Serienrollen bekannt wurde.

## Leben und Karriere
Tom Bower wuchs gemeinsam mit einer älteren Schwester in Denver auf. Ab 1956 war er an der American Academy of Dramatic Arts eingeschrieben, außerdem nahm er am John Cassavetes Shadows Workshop teil. Er arbeitete einige Jahre lang als Privatdetektiv in Boston und war Mitbegründer des Boston Repertory Theater.
Tom Bower war ab 1973 als Schauspieler vor der Kamera tätig. Zu seinen bekanntesten Projekten gehörten Filme wie The Hills have Eyes, The Million Dollar Hotel, die Rolle des Waffenhändlers Russell Fielding in Beverly Hills Cop II und die des Hausmeisters Marvin in Stirb langsam 2. Bower spielte im Laufe seiner Karriere in zahlreichen Fernsehserien mit, wie beispielsweise in Cold Case – Kein Opfer ist je vergessen, Navy CIS, Law & Order oder in Akte X – Die unheimlichen Fälle des FBI. Sein filmisches Schaffen umfasst über 180 Film-und-Fernsehproduktionen. Er war zeitweise auch als Produzent für Fernsehserien tätig.
Tom Bower war rund 50 Jahre lang mit seiner ursprünglich aus Deutschland stammenden Ehefrau Ursula von 1972 bis zu ihrem Tod im August 2022 verheiratet. Aus der Ehe gingen zwei Kinder hervor. Bower starb am 30. Mai 2024 im Alter von 86 Jahren in seinem Haus in Los Angeles.

## Deutsche Synchronisation
Tom Bower hatte in der deutschen Synchronfassung keinen Standardsprecher und wurde unter anderem von Christian Rode, Harry Wüstenhagen, Lothar Blumhagen, Friedrich G. Beckhaus, Klaus Sonnenschein, Hartmut Neugebauer, Roland Hemmo, Hans Teuscher, Claus Jurichs, Wilfried Herbst, Reinhard Glemnitz, Randolf Kronberg, Eberhard Prüter, Hasso Zorn oder Gudo Hoegel gesprochen.

## Filmografie (Auswahl)
- 1973: Incident at Vichy (Fernsehfilm)
- 1975–1978: Die Waltons (The Waltons, Fernsehserie, 26 Folgen)
- 1976: The Commitment
- 1976: Zwei Minuten Warnung (Two Minute Warning)
- 1977: Die 3000-Meilen-Jagd (The 3.000 Mile Chase, Fernsehfilm)
- 1978: Wir fliegen auf dem Wind (The Winds of Kitty Hawk, Fernsehfilm)
- 1979: Barnaby Jones (Fernsehserie, 1 Folge)
- 1982: Tales of the Apple Dumpling Gang (Fernsehfilm)
- 1982: Life of the Party: The Story of Beatrice (Fernsehfilm)
- 1982: Die Ballade von Gregorio Cortez (The Ballad of Gregorio Cortez) (Fernsehfilm)
- 1984: Massive Retaliation
- 1984: Wildrose
- 1985: Die Spezialisten unterwegs (Misfits of Science, Fernsehserie, eine Folge)
- 1986: Das Messer am Ufer (River’s Edge)
- 1987: Beverly Hills Cop II
- 1988: Footballstar um jeden Preis (What Price Victory)
- 1988: Split Decisions
- 1988: Distant Thunder
- 1989: True Believer
- 1989: Wired
- 1990: Stirb langsam 2 (Die Hard 2)
- 1991: Liebe, Lüge, Mord (Love, Lies and Murder)
- 1991: Talent for the Game
- 1992: Raising Cain
- 1992: American Me
- 1992: Die Asse der stählernen Adler (Aces: Iron Eagle III)
- 1993: Shimmer
- 1994: Against the Wall (Fernsehfilm)
- 1994: Das Kartell (Clear and Present Danger)
- 1995: Malevolence
- 1995: Georgia
- 1996: The Killing Jar
- 1996: Nixon
- 1996: White Man’s Burden
- 1997: The Spittin’ Image
- 1998: Verhandlungssache (The Negotiator)
- 2000: Pollock
- 2000: The Million Dollar Hotel
- 2001: Going Greek
- 2001: Bill’s Gun Shop
- 2001: Hearts in Atlantis
- 2002: The Badge
- 2002: High Crimes – Im Netz der Lügen (High Crimes)
- 2004: How’s My Driving
- 2004: In the Land of Milk and Money
- 2005: Barbara Jean
- 2005: The Moguls
- 2005: North Country
- 2005: Cold Case – Kein Opfer ist je vergessen (Best Friends)
- 2005: Brothers of the Head
- 2006: Thr3e
- 2006: Feel
- 2006: Undoing
- 2006: Valley of the Heart’s Delight
- 2006: The Hills Have Eyes – Hügel der blutigen Augen (The Hills Have Eyes)
- 2006: Flannel Pajamas
- 2008: Monk (Fernsehserie, eine Folge)
- 2008: Gospel Hill
- 2010: The Killer Inside Me
- 2013: Auge um Auge (Out of the Furnace)
- 2013: Criminal Minds (Fernsehserie)
- 2014: 13 Sins
- 2015: Lamb
- 2018: Goliath (Fernsehserie, S2E4)
- 2019: Light of My Life
- 2020: Fully Realized Humans
- 2022: Raymond & Ray